# William Grosvenor, 3.º Duque de Westminster
William Grosvenor, 3.º Duque de Westminster (23 de dezembro de 1894 — 22 de fevereiro de 1963) foi o filho de Lorde Henry Grosvenor e um neto de Hugh Grosvenor, 1.º Duque de Westminster.

## Vida
William Grosvenor era filho de Lorde Henry George Grosvenor (1861–1914), um filho de Hugh Grosvenor, 1.º Duque de Westminster. A sua mãe, Dora Mina Erskine-Wemyss, era filha de James Erskine Wemyss e bisneta de Guilherme IV.
Ele sofreu danos cerebrais ao nascer e necessitava de assistência constante. Sucedeu ao seu primo, o 2.º Duque, como 3.º Duque de Westminster em 1953. Após a morte da sua mãe, viveu com a sua madrasta, a antiga Rosamund Angharad Lloyd, numa pequena casa no sul de Inglaterra. Após a morte da sua madrasta, o Duque viveu em outra casa em Bath com um cuidador.

## Morte
O Duque morreu em 1963, aos 68 anos, solteiro e sem filhos. Ele está sepultado no cemitério da Igreja de Eccleston, perto de Eaton Hall, Cheshire. Os seus títulos passaram para o seu primo Gerald Grosvenor.

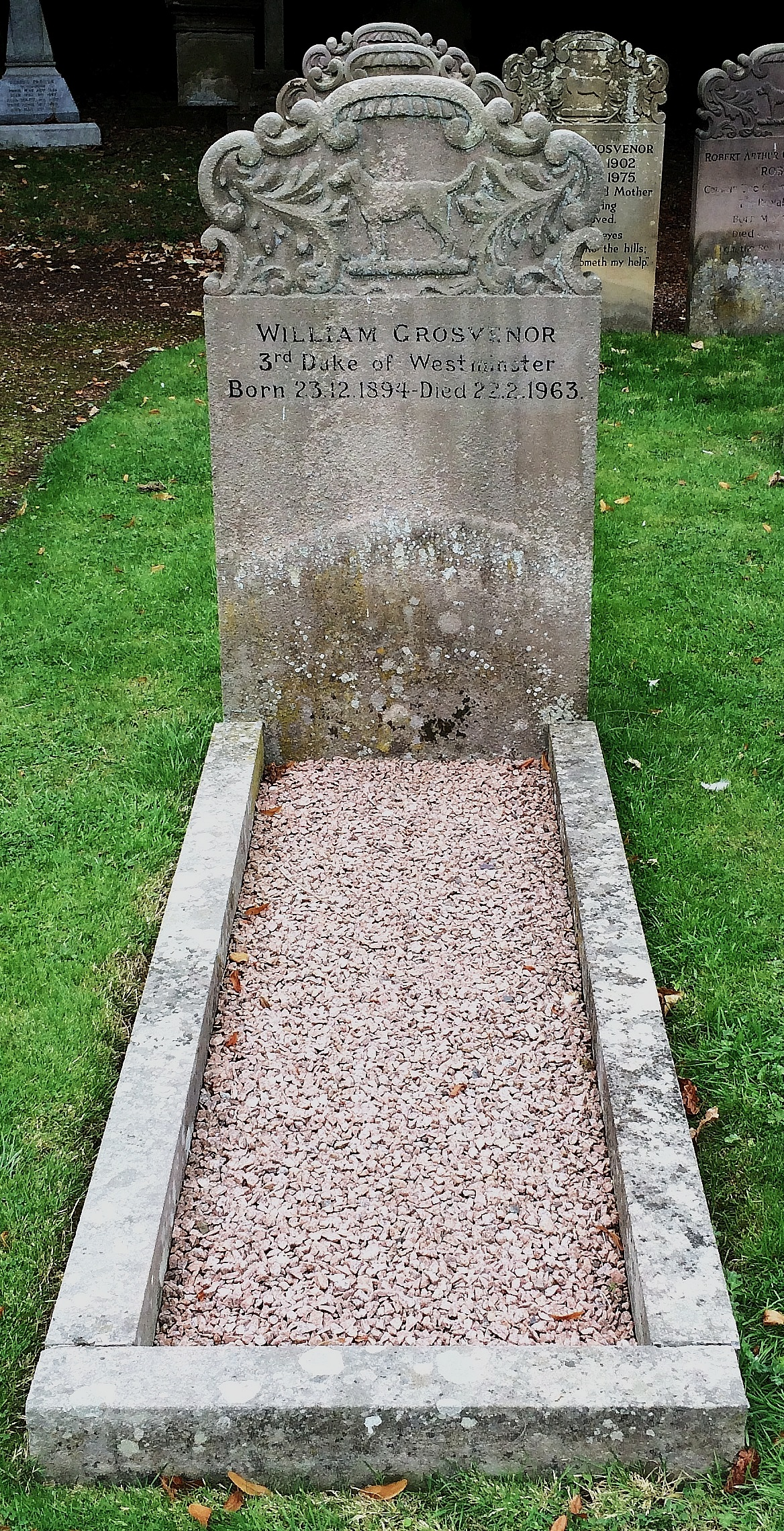
Túmulo do 3.º Duque de Westminster